# Николаевка Первая (Одесская область)
Николаевка Первая (укр. Миколаївка Перша) — село, относится к Подольскому району Одесской области Украины.
Население по переписи 2001 года составляло 146 человек. Почтовый индекс — 66323. Телефонный код — 4862. Занимает площадь 0,27 км².

## Местный совет
66324, Одесская обл., Подольский район, с. Великий Фонтан, ул. Победы, 7